# بين كاسل (لاعب اتحاد الرغبي)
بين كاسل (بالإنجليزية: Ben Castle)‏ هو لاعب اتحاد الرغبي نيوزيلندي، ولد في 13 يناير 1980 في ويلينغتون في نيوزيلندا.

## وصلات خارجية
- بين كاسل عل موقع إسبنسكروم (الإنجليزية)
- بين كاسل على موقع ItsRugby.co.uk (الإنجليزية)